# Acratophorus
Acratophorus é um gênero extinto de dicinodonte kannemeyeriida que viveu durante a idade anisiana da Formação Río Seco de la Quebrada, no que hoje é a Argentina, com idade triássica média.
A espécie-tipo, A. argentinensis, foi originalmente colocada no gênero Kannemeyeria em 1966, e mais tarde às vezes se referia a Vinceria, antes de ser transferida para um novo gênero distinto, Acratophorus, em 2021 por Christian Kammerer e Angi Ordoñez. A espécie Vinceria vieja também se tornou sinônimo de A. argentinensis em 2021. O holótipo é PVL 3645, um esqueleto parcial descoberto perto de uma casa de fazenda em Puesto Viejo.